# Spelaeodiaptomus rouchi
Spelaeodiaptomus rouchi е вид челюстнокрако от семейство Diaptomidae.

## Разпространение
Видът е разпространен във Франция.